# 狐尾藻
狐尾藻（学名：Myriophyllum verticillatum）为小二仙草科狐尾藻属下的一个种。

## 扩展阅读
- 維基物種上的相關：狐尾藻